# Катержина из Комарова
Катержина из Комарова (чеш. Kateřina z Komárova) — чешская шляхтянка XVI века из рода Бехине из Лажан, известная жестокими убийствами своих подданных. В Чехии получила прозвище «Чешская Чахтицкая пани» (чеш. Česká Čachtická paní), по ассоциации с Альжбетой Батори.

## Биография
Катержина происходила из рода панов Комарова. Она была выдана замуж за карлштейнского бургграфа Яна Бехине из Лажан, владевшего поместьем Пичине около Пршибрама. Род Бехине из Лажан был намного знатнее комаровского, поэтому для Катержины этот брак был явным продвижением по социальной лестнице.
Ян Бехине из Лажан большую часть времени находился в Карлштейне, поэтому управление имением было в руках его жены. Для подданных настали тяжёлые времена, так как Катержина за малейшую провинность назначала крайне суровые и жестокие наказания. Часть наказуемых умерла не выдержав мучений, а те что выжили, остались калеками на всю жизнь.

## Процесс
Ян Бехине из Лажан в должности карлштейнского бургграфа находился в затяжном конфликте с деканом карлштейского капитула, которым в то время был Вацлав Гаек из Либочан, известный в дальнейшем как автор хроник. Декан и получил известия о поведении пани Катержины и обвинил в этих преступлениях её мужа. Тот воспринял это как провокацию и подал на декана жалобу.
Судебный трибунал под предводительством Войтеха из Пернштейна в 1533 году расследовал это дело. Приглашённые в суд свидетели из числа пичинских жителей, опасаясь мести со стороны Катержины, характеризовали её во время допросов как уважаемую и хорошую госпожу. Это продолжалось пока в суде не выступил пражский гражданин, родственник одной из жертв (так как проживал в Праге, то не опасался мести со стороны Катержины). Он описал убийство Катержиной его родственника. Его пример побудил и ряд пичинцев изменить свои показания и рассказать правду. Наконец и Катержина призналась в 14 убийствах, хотя некоторые источники считают что жертвами расправ были до 30 человек.

### Приговор и смерть
Суд вынес необычное для Чехии решение — пани Катержина должна быть замурована в тюрьме на произвол судьбы, таким образом её фактически приговорили к смерти от голода. Катержина была помещена в Белую башню Пражского Града, где и скончалась 15 марта 1534 года.
Через два дня после её смерти умер её судья Войтех из Пернштейна. Это стало предметом спекуляций. Говорили что это Катержина «утащила его с собой».
Для Яна Бехине из Лажан трагические преступления его жены не имели никаких последствий. Через некоторое время он был назначен на пост верховного земского секретаря, в которой должности и умер в 1547 году.